# I Can't Quit
I Can't Quit is een nummer uit van de Britse indierockband The Vaccines uit 2018. Het is de eerste single van hun vierde studioalbum Combat Sports.
Waar het vorige album "English Graffiti" vrij stevig was, keren The Vaccines met "I Can't Quit" weer terug naar de indierock. Ondanks het vrolijke geluid flopte het nummer in thuisland het Verenigd Koninkrijk, en ook in Nederland. In Vlaanderen werd het nummer wel een bescheiden succesje; daar bereikte het de 15e positie in de Tipparade.

## Tracklijst
- Muziekdownload

1. "I Can't Quit" - 2:43